# Ulricehamn (commune)
La commune d'Ulricehamn est une commune suédoise du comté de Västra Götaland, peuplée d'environ 24 700 habitants (2020). Son chef-lieu se situe à Ulricehamn.

## Localités principales
- Älmestad
- Blidsberg
- Dalum
- Gällstad
- Hökerum
- Hulu
- Marbäck
- Nitta
- Rånnaväg
- Timmele
- Trädet
- Ulricehamn
- Vegby